# Môrôn
Môrôn (in mongolo Мөрөн, "grande fiume") è una città della Mongolia, capoluogo della provincia del Hôvsgôl, e si trova nell'omonimo distretto (sum) di Môrôn. Aveva, nel 1998, secondo una stima ufficiale, una popolazione di 25.600 abitanti, mentre tutto il distretto contava 36.082 abitanti nel 2009. La città si trova sul fiume Delgermörön. Prima del 1933 era capoluogo provinciale la cittadina di Hatgal.
Môrôn è la città raggiunta da Jeremy Clarkson, James May e Richard Hammond durante la stagione 3 di The Grand Tour nell'episodio "La sopravvivenza del più grasso" a bordo di John, il fuoristrada costruito da loro.